# Liste des saints antipesteux
Pour les articles homonymes, voir Liste de saints.

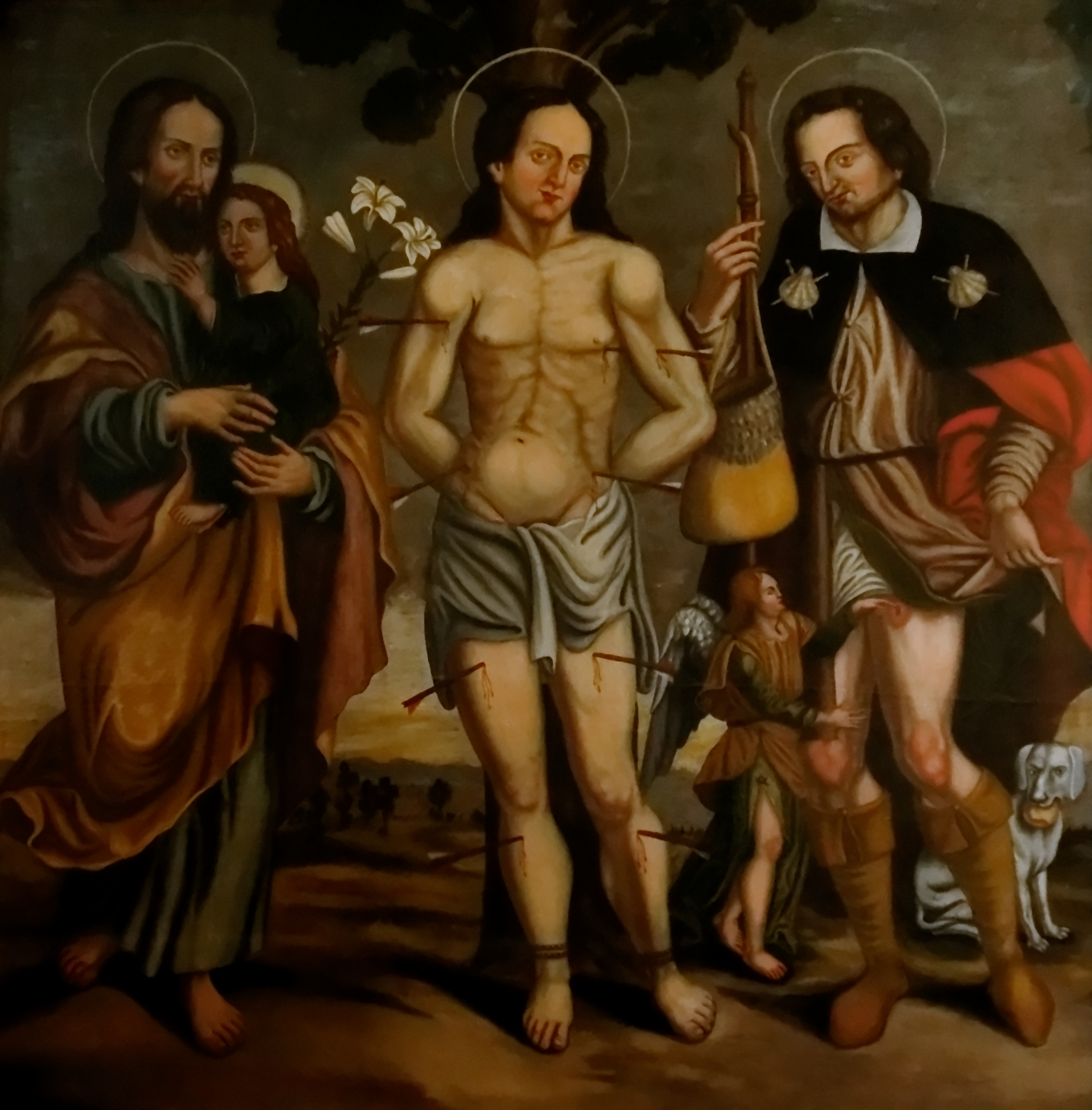
Huile sur toile représentant de gauche à droite saint Joseph, saint Sébastien et saint Roch. Le lys évoque la Vierge Marie, la peste est aussi figurée par les flèches divines qui frappent saint Sébastien.

Outre des prières adressées à Dieu le Père et au Sacré-Cœur de Jésus, certains saints sont plus appropriés  à invoquer contre la peste.
Les saints de peste sont invoqués par les chrétiens catholiques romains et les chrétiens orthodoxes. Ces saints peuvent être des figures majeures comme la Vierge Marie et les apôtres. D'autres sont des protecteurs locaux (comme un saint patron d'une ville catholique) : quand la peste sévit, ils sont invoqués par la communauté tout entière.
Certains deviennent des saints de peste « universels » comme saint Sébastien et saint Roch, invoqués dans la plupart des pays catholiques d'Europe. D'autres restent des figures locales, dont le statut de « saint antipesteux » est acquis à la suite d'une tradition d'aide miraculeuse en temps de peste : par exemple Rosalie de Palerme en Sicile et Nicolas de Tolentino en Toscane.

## Liste
- La Vierge Marie, et plus particulièrement par les invocations de : 
  - Notre-Dame de Kerdévot à Ergué-Gabéric
  - Notre-Dame du Guéodet à Quimper[2]
  - Notre-Dame du Vœu à Hennebont[3]
- Joseph
- Antoine le Grand
- Roch de Montpellier
- Sébastien[4]
- Lazare de Béthanie
- Rosalie de Palerme
- Nicolas de Tolentino
- Virginie Centurione Bracelli
- Charles Borromée
- Godeberthe de Noyon
- Henry Morse
- Vincent Ferrier à Vannes[5].
- Jean Discalceat, saint breton dit le Santig Du, franciscain qui périt à Quimper en 1349 pour s'être consacré aux malades de la peste.

Il est toujours possible de les prier également pour toute autre pandémie.
Le Martyrologe romain à la date du 28 février rappelle le souvenir de nombreux chrétiens qui succombèrent en soignant des pestiférés à Alexandrie sous le règne de l'empereur Valérien : « Ibidem commemoratio sanctorum Presbyterorum, Diaconorum et aliorum plurimorum ; qui, tempore Valeriani Imperatoris, cum pestis saevissima grassaretur, morbo laborantibus ministrantes, libentissime mortem oppetiere, et quos velut Martyres religiosa piorum fides venerari consuevit ».